# Temple d'Amitābha

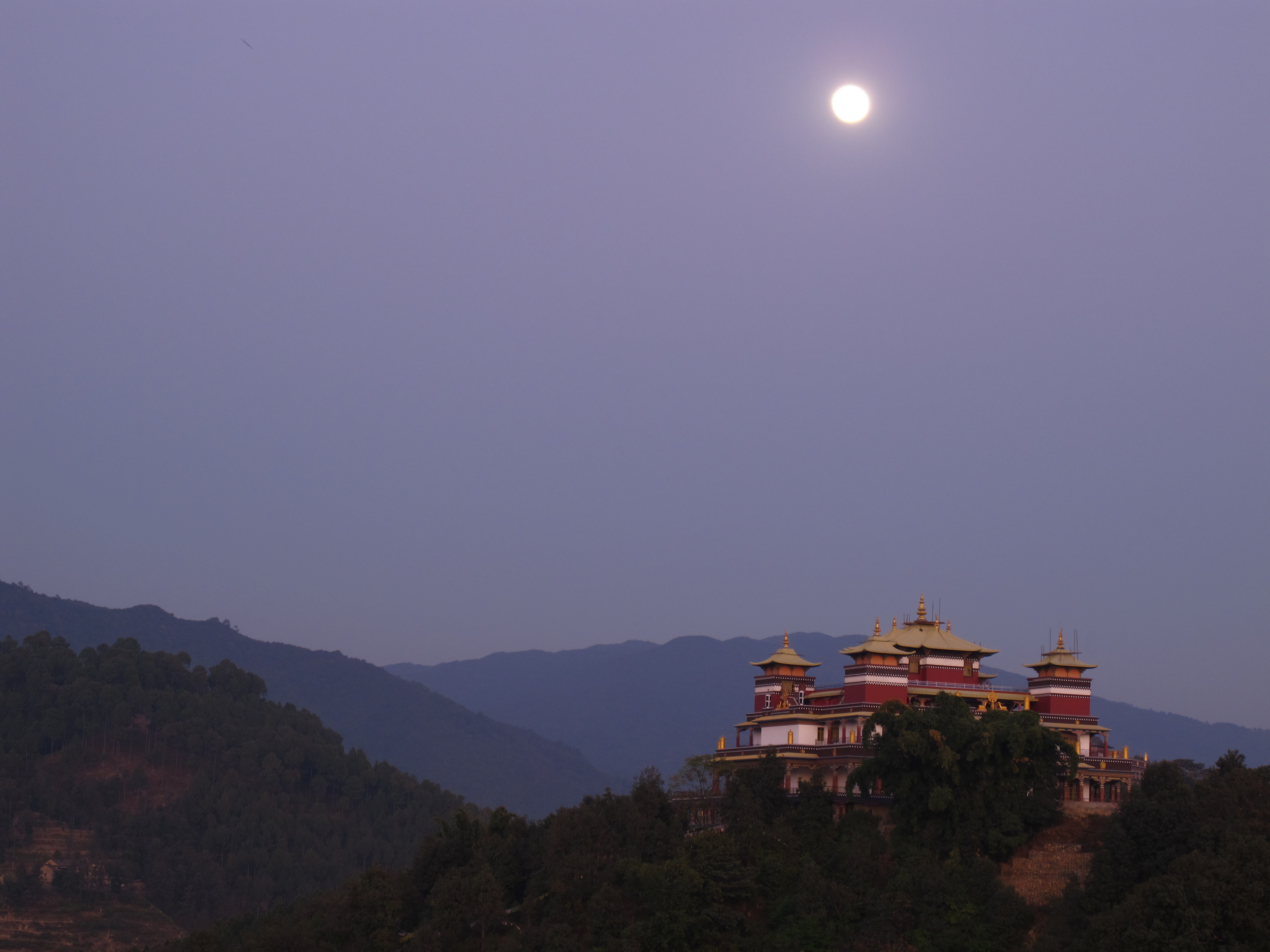
Le Temple d'Amitābha, vue du monastère de Kopan

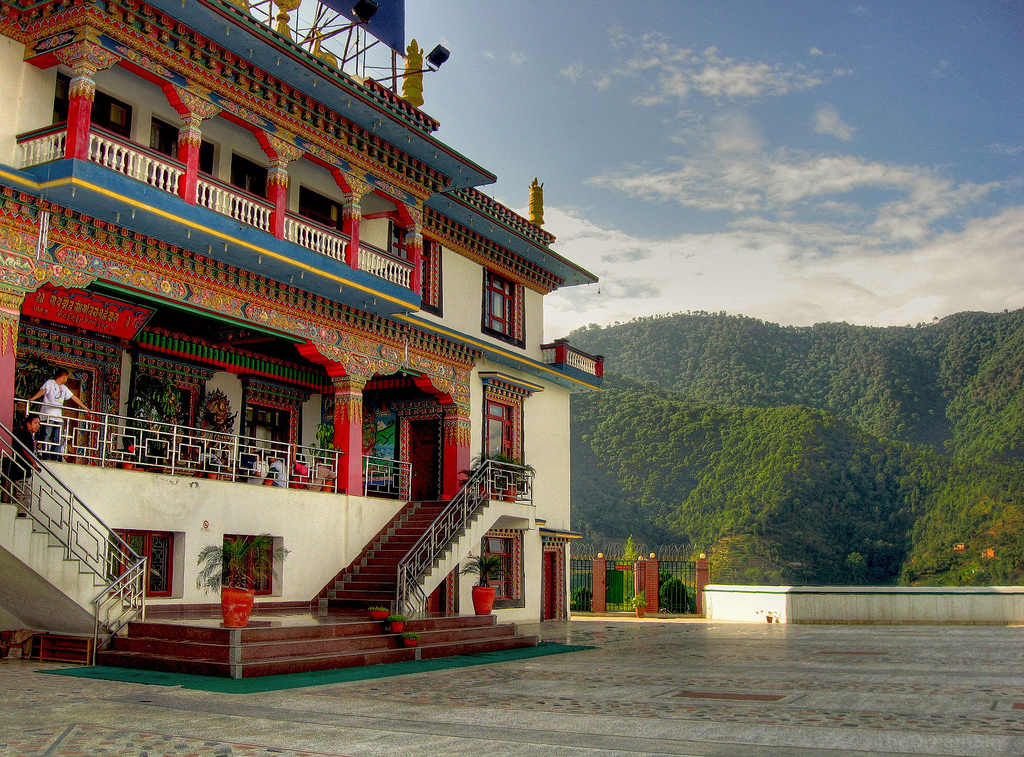
Esplanade du Temple d'Amitābha

Le Temple d'Amitābha est un monastère du bouddhisme tibétain situé à proximité de Katmandou au Népal. Fondé par Choeje Ayang Rinpoché, il présente la forme d'un mandala.